# Sofia de Saxe-Coburgo-Saalfeld
Sofia Frederica Carolina Luísa de Saxe-Coburgo (em alemão: Sophie Friederike Karoline Luise von Sachsen-Coburg; Coburgo, 16 de agosto de 1778 – Tuschimitz, 9 de julho de 1835), foi uma princesa de Saxe-Coburgo, irmã da princesa Vitória, Duquesa de Kent e Strathearn e do rei Leopoldo I da Bélgica, bem como tia materna da rainha Vitória do Reino Unido. Por casamento, era uma Condessa de Mensdorff-Pouilly.

## Biografia
Sofia nasceu em Coburgo, sendo a filha mais velha do Duque Francisco de Saxe-Coburgo e da sua segunda esposa, a Condessa Augusta de Reuss-Ebersdorf. Conheceu o seu futuro marido, Emmanuel von Mensdorff-Pouilly, no Schloss Fantaisie, um local de encontro para emigrantes franceses. Casaram-se a 23 de Fevereiro de 1804 em Coburgo e o seu marido recebeu o título de conde em 1818.
Em 1830, Sofia publicou uma colecção romântica de contos de fada intitulada Mährchen und Erzählungen. Foi condecorada a Grande Cruz da Ordem de Santa Catarina.
A princesa Sofia morreu em Tuschimitz, na Boémia.

## Descendência
Do seu casamento teve os seguintes filhos:
1. Hugo de Mensdorff-Pouilly (24 de agosto de 1806 - 21 de outubro de 1847), morreu solteiro e sem descendência.
2. Afonso de Mensdorff-Pouilly (25 de janeiro de 1810 - 10 de dezembro de 1894), casado primeiro com a condessa Therese von Dietrichstein-Proskau-Leslie; com descendência. Casado depois com a condessa Maria Thersia von Lamberg; com descendência.
3. Alfredo de Mensdorff-Pouilly (3 de janeiro de 1812 - 27 de abril de 1814), morreu aos dois anos de idade.
4. Alexandre de Mensdorff-Pouilly (4 de agosto de 1813 - 14 de fevereiro de 1871), ministro dos negócios estrangeiros da Áustria; casado Alexandrina von Dietrichstein; com descendência.
5. Leopoldo de Mensdorff-Pouilly (18 de março de 1815 - 5 de maio de 1821), morreu aos seis anos de idade.
6. Arthur de Mensdorff-Pouilly (19 de junho de 1817 - 23 de abril de 1904), casado primeiro com Magdalene Kremzow; sem descendência. Casado depois com Bianca Albertina von Wickenburg; sem descendência.

## Genealogia
| Sofia de Saxe-Coburgo-Saalfeld | Pai: Francisco de Saxe-Coburgo-Saalfeld | Avô paterno: Ernesto Frederico de Saxe-Coburgo-Saalfeld | Bisavô paterno: Francisco Josias de Saxe-Coburgo-Saalfeld     |
| Sofia de Saxe-Coburgo-Saalfeld | Pai: Francisco de Saxe-Coburgo-Saalfeld | Avô paterno: Ernesto Frederico de Saxe-Coburgo-Saalfeld | Bisavó paterna: Ana Sofia de Schwarzburg-Rudolstadt           |
| Sofia de Saxe-Coburgo-Saalfeld | Pai: Francisco de Saxe-Coburgo-Saalfeld | Avó paterna: Sofia Antónia de Brunswick-Wolfenbüttel    | Bisavô paterno: Fernando Alberto II de Brunswick-Wolfenbüttel |
| Sofia de Saxe-Coburgo-Saalfeld | Pai: Francisco de Saxe-Coburgo-Saalfeld | Avó paterna: Sofia Antónia de Brunswick-Wolfenbüttel    | Bisavó paterna: Antónia Amália de Brunswick-Wolfenbüttel      |
| Sofia de Saxe-Coburgo-Saalfeld | Mãe: Augusta Reuss-Ebersdorf            | Avô materno: Henrique XXIV, Conde de Reuss-Ebersdorf    | Bisavô materno: Henrique XXIX de Reuss-Ebersdorf              |
| Sofia de Saxe-Coburgo-Saalfeld | Mãe: Augusta Reuss-Ebersdorf            | Avô materno: Henrique XXIV, Conde de Reuss-Ebersdorf    | Bisavó materna: Sofia Teodora de Castell-Castell              |
| Sofia de Saxe-Coburgo-Saalfeld | Mãe: Augusta Reuss-Ebersdorf            | Avó materna: Carolina de Erbach-Schönberg               | Bisavô materno: Jorge Augusto de Erbach-Schönberg             |
| Sofia de Saxe-Coburgo-Saalfeld | Mãe: Augusta Reuss-Ebersdorf            | Avó materna: Carolina de Erbach-Schönberg               | Bisavó materna: Fernandina Henriqueta de Stolberg-Gedern      |